# San Víctor (Sechura)
San Víctor es una localidad peruana ubicada en el distrito de Bernal, perteneciente a la provincia de Sechura del departamento de Piura, al norte del Perú. En el 2017 tenía una población de 4 habitantes.